# Campeonato Paulista de Futebol de 2015 - Série A3
O Campeonato Paulista de Futebol da Série A3 de 2015 foi a 62.ª edição da terceira divisão do futebol paulista. Os quatro primeiros terão o acesso para a Série A2 de 2016, e os quatro últimos rebaixados para a Série B de 2016.

## Regulamento

### Primeira fase
A Série A3 será disputada por 20 clubes que se enfrentam entre si em turno único, ao final das 19 rodadas, os oito primeiros colocados avançam para a Segunda Fase, e os quatro últimos rebaixados à Segunda Divisão de 2016.

### Segunda fase
Os oito classificados serão divididos em dois grupos de quatro jogando entre si em turno e returno. Os dois primeiros de cada grupo serão classificados para a Série A2 de 2016, já o primeiro colocado de cada grupo se classificarão para a fase final da competição.

### Fase final
Na fase final da competição, os primeiros colocados de cada grupo da Semifinal jogarão entre si em turno e returno, sagrando-se campeão o que somar o maior número de pontos ganhos, considerados exclusivamente os resultados obtidos nesta fase.

### Critérios de desempate
Caso haja empate de pontos entre dois clubes, os critérios de desempates serão aplicados na seguinte ordem:
1. Número de vitórias
2. Saldo de gols
3. Gols marcados
4. Menor número de cartões vermelhos recebidos
5. Menor número de cartões amarelos recebidos
6. Sorteio público na sede da FPF

## Participantes
| Equipe              | Cidade                  | Em 2015         | Estádio                    | Capacidade | Títulos            |
| ------------------- | ----------------------- | --------------- | -------------------------- | ---------- | ------------------ |
| Atibaia             | Atibaia                 | 2º (2ª Divisão) | Salvador Russani           | 2 563      | 0 (não possui)     |
| Barretos            | Barretos                | 3º (2ª Divisão) | Antônio Gomes Martins      | 13 007     | 0 (não possui)     |
| Cotia               | Cotia                   | 14º (Série A3)  | Euclides de Almeida        | 5 000      | 0 (não possui)     |
| Flamengo            | Guarulhos               | 10º (Série A3)  | Antônio Soares de Oliveira | 6 235      | 1 (2008)           |
| Francana            | Franca                  | 16º (Série A3)  | José Lancha Filho          | 14 686     | 0 (não possui)     |
| Grêmio Barueri      | Barueri                 | 17º (Série A2)  | Arena Barueri              | 31 452     | 1 (2005)           |
| Grêmio Osasco       | Osasco                  | 19º (Série A2)  | José Liberatti             | 12 430     | 0 (não possui)     |
| Inter de Limeira    | Limeira                 | 6º (Série A3)   | José Levy Sobrinho         | 18 000     | 1 (1996)           |
| Itapirense          | Itapira                 | 18º (Série A2)  | Coronel Francisco Vieira   | 4 800      | 0 (não possui)     |
| Juventus            | São Paulo               | 13º (Série A3)  | Rua Javari                 | 4 004      | 0 (não possui)     |
| Nacional            | São Paulo               | 1º (2ª Divisão) | Nicolau Alayon             | 10 117     | 2 (último em 2000) |
| Primavera           | Indaiatuba              | 4º (2ª Divisão) | Ítalo Mário Limongi        | 10 220     | 0 (não possui)     |
| Rio Preto           | São José do Rio Preto   | 5º (Série A3)   | Anísio Haddad              | 14 126     | 2 (último em 1999) |
| Santacruzense       | Santa Cruz do Rio Pardo | 15º (Série A3)  | Leônidas Camarinha         | 7 500      | 1 (1962)           |
| São José            | São José dos Campos     | 20º (Série A2)  | Martins Pereira            | 16 500     | 1 (1965)           |
| São José dos Campos | São José dos Campos     | 8º (Série A3)   | Martins Pereira            | 16 500     | 0 (não possui)     |
| Sertãozinho         | Sertãozinho             | 7º (Série A3)   | Frederico Dalmaso          | 7 860      | 2 (último em 2004) |
| Taubaté             | Taubaté                 | 11º (Série A3)  | Joaquim de Morais Filho    | 9 600      | 1 (2003)           |
| Tupã                | Tupã                    | 12º (Série A3)  | Alonso de Carvalho Braga   | 5 515      | 0 (não possui)     |
| Votuporanguense     | Votuporanga             | 9º (Série A3)   | Plínio Marin               | 7 464      | 0 (não possui)     |

## Classificação
| 1 | Juventus-SP      | 39 | 19 | 12 | 3 | 4  | 36 | 16 | +20 |
| 2 | Atibaia          | 32 | 19 | 10 | 2 | 7  | 25 | 19 | +6  |
| 3 | Taubaté          | 32 | 19 | 9  | 5 | 5  | 34 | 20 | +14 |
| 4 | Votuporanguense  | 32 | 19 | 9  | 5 | 5  | 32 | 23 | +9  |
| 5 | Inter de Limeira | 32 | 19 | 9  | 5 | 5  | 22 | 18 | +4  |
| 6 | Primavera        | 31 | 19 | 9  | 4 | 6  | 27 | 17 | +10 |
| 7 | Barretos         | 31 | 19 | 8  | 7 | 4  | 29 | 25 | +4  |
| 8 | Grêmio Osasco    | 29 | 19 | 8  | 5 | 6  | 18 | 17 | +1  |
| 9 | Nacional-SP      | 29 | 19 | 7  | 8 | 4  | 25 | 17 | +8  |
| 10 | São José-SP      | 29 | 19 | 7  | 8 | 4  | 30 | 24 | +6  |
| 11 | Joseense         | 29 | 19 | 7  | 8 | 4  | 24 | 19 | +5  |
| 12 | Sertãozinho      | 27 | 19 | 7  | 6 | 6  | 22 | 21 | +1  |
| 13 | Flamengo-SP      | 24 | 19 | 6  | 6 | 7  | 20 | 26 | -6  |
| 14 | Itapirense       | 23 | 19 | 5  | 8 | 6  | 18 | 16 | +2  |
| 15 | Grêmio Barueri   | 22 | 19 | 6  | 4 | 9  | 21 | 23 | -2  |
| 16 | Cotia[a]         | 21 | 19 | 7  | 0 | 12 | 19 | 31 | -12 |
| 17 | Rio Preto        | 20 | 19 | 5  | 5 | 9  | 22 | 28 | -6  |
| 18 | Tupã             | 18 | 19 | 4  | 6 | 9  | 20 | 26 | -6  |
| 19 | Santacruzense    | 13 | 19 | 3  | 4 | 12 | 17 | 41 | -24 |
| 20 | Francana         | 6  | 19 | 1  | 3 | 15 | 17 | 51 | -34 |
| Pts – Pontos ganhos; J – Jogos; V - Vitórias; E - Empates; D - Derrotas; GP – Gols pró; GC – Gols contra; SG – Saldo de gols |                  |    |    |    |   |    |    |    |     |

|  |                                      |
|  | Classificação à segunda fase         |
|  | Eliminados na primeira fase          |
|  | Rebaixados à Segunda Divisão de 2016 |

a.^  O Cotia foi excluído da competição pelo TJD após duas derrotas por W.O. A equipe da Grande São Paulo se ausentou em três partidas da competição (nas rodadas 1, 16 e 19) por problemas no estádio.

## Desempenho por rodada
Clubes que lideraram o campeonato ao final de cada rodada:
| Rodadas | Rodadas | Rodadas | Rodadas | Rodadas | Rodadas | Rodadas | Rodadas | Rodadas | Rodadas | Rodadas | Rodadas | Rodadas | Rodadas | Rodadas | Rodadas | Rodadas | Rodadas | Rodadas |
| ------- | ------- | ------- | ------- | ------- | ------- | ------- | ------- | ------- | ------- | ------- | ------- | ------- | ------- | ------- | ------- | ------- | ------- | ------- |
| 1       | 2       | 3       | 4       | 5       | 6       | 7       | 8       | 9       | 10      | 11      | 12      | 13      | 14      | 15      | 16      | 17      | 18      | 19      |
| SER     | TAU     | JUV     | JUV     | ITL     | ITL     | JUV     | JUV     | ATI     | JUV     | JUV     | JUV     | JUV     | JUV     | JUV     | JUV     | JUV     | JUV     | JUV     |

Clubes que ficaram na Lanterna no campeonato ao final de cada rodada:
| Rodadas | Rodadas | Rodadas | Rodadas | Rodadas | Rodadas | Rodadas | Rodadas | Rodadas | Rodadas | Rodadas | Rodadas | Rodadas | Rodadas | Rodadas | Rodadas | Rodadas | Rodadas | Rodadas |
| ------- | ------- | ------- | ------- | ------- | ------- | ------- | ------- | ------- | ------- | ------- | ------- | ------- | ------- | ------- | ------- | ------- | ------- | ------- |
| 1       | 2       | 3       | 4       | 5       | 6       | 7       | 8       | 9       | 10      | 11      | 12      | 13      | 14      | 15      | 16      | 17      | 18      | 19      |
| OSA     | RPR     | COT     | COT     | COT     | FRA     | SZN     | FRA     | FRA     | FRA     | FRA     | FRA     | FRA     | FRA     | FRA     | FRA     | FRA     | FRA     | FRA     |

## Segunda Fase
| 1 | Votuporanguense  | 13 | 6 | 4 | 1 | 1 | 11 | 9  | 2  |
| 2 | Juventus-SP      | 11 | 6 | 3 | 2 | 1 | 16 | 6  | 10 |
| 3 | Inter de Limeira | 6  | 6 | 1 | 3 | 2 | 3  | 8  | -5 |
| 4 | Grêmio Osasco    | 2  | 6 | 0 | 2 | 4 | 4  | 11 | -7 |
| Pts – Pontos ganhos; J – Jogos; V - Vitórias; E - Empates; D - Derrotas; GP – Gols pró; GC – Gols contra; SG – Saldo de gols; |                  |    |   |   |   |   |    |    |    |

| 1 | Taubaté    | 14 | 6 | 4 | 2 | 0 | 7  | 3  | 4  |
| 2 | Atibaia[a] | 9  | 6 | 2 | 3 | 1 | 9  | 7  | 2  |
| 3 | Barretos   | 7  | 6 | 2 | 1 | 3 | 10 | 9  | 1  |
| 4 | Primavera  | 2  | 6 | 0 | 2 | 4 | 5  | 12 | -7 |
| Pts – Pontos ganhos; J – Jogos; V - Vitórias; E - Empates; D - Derrotas; GP – Gols pró; GC – Gols contra; SG – Saldo de gols; |            |    |   |   |   |   |    |    |    |

|  |                                                   |
|  | Promovidos à Série A2 de 2016 e para a Fase Final |
|  | Promovidos à Série A2 de 2016                     |
|  | Eliminados na segunda fase                        |

a.^ O Atibaia foi punido pela FPF por não ter um estádio que atendesse às exigências da segunda divisão e teve sua promoção impedida. Com isso, sua vaga foi passada para o melhor terceiro colocado na segunda fase, o Barretos Esporte Clube.

### Confrontos

#### Grupo A Turno e Returno
| Data  | Partida          | Partida | Partida          | Estádio            |
| ----- | ---------------- | ------- | ---------------- | ------------------ |
| 24/04 | Grêmio Osasco    | 1 - 1   | Juventus         | José Liberatti     |
| 25/04 | Inter de Limeira | 1 - 1   | Votuporanguense  | José Levy Sobrinho |
| 28/04 | Juventus         | 4 - 0   | Inter de Limeira | Rua Javari         |
| 28/04 | Votuporanguense  | 3 - 1   | Grêmio Osasco    | Plínio Marín       |
| 02/05 | Inter de Limeira | 0 - 0   | Grêmio Osasco    | José Levy Sobrinho |
| 03/05 | Votuporanguense  | 2 - 1   | Juventus         | Plínio Marín       |
| 09/05 | Grêmio Osasco    | 0 - 1   | Inter de Limeira | José Liberatti     |
| 10/05 | Juventus         | 5 - 1   | Votuporanguense  | Rua Javari         |
| 13/05 | Inter de Limeira | 1 - 1   | Juventus         | José Levy Sobrinho |
| 13/05 | Grêmio Osasco    | 1 - 2   | Votuporanguense  | José Liberatti     |
| 17/05 | Juventus         | 4 - 1   | Grêmio Osasco    | Rua Javari         |
| 17/05 | Votuporanguense  | 2 - 0   | Inter de Limeira | Plínio Marín       |

#### Grupo B Turno e Returno
| Data  | Partida   | Partida | Partida   | Estádio                 |
| ----- | --------- | ------- | --------- | ----------------------- |
| 24/04 | Barretos  | 3 - 2   | Atibaia   | Fortaleza               |
| 26/04 | Primavera | 0 - 1   | Taubaté   | Ítalo Mário Limongi     |
| 29/04 | Taubaté   | 2 - 1   | Barretos  | Joaquim de Moraes Filho |
| 29/04 | Atibaia   | 2 - 2   | Primavera | Nabi Abi Chedid         |
| 02/05 | Primavera | 1 - 1   | Barretos  | Ítalo Mário Limongi     |
| 03/05 | Taubaté   | 2 - 2   | Atibaia   | Joaquim de Moraes Filho |
| 08/05 | Barretos  | 5 - 2   | Primavera | Fortaleza               |
| 10/05 | Atibaia   | 0 - 0   | Taubaté   | Salvador Russani        |
| 13/05 | Primavera | 0 - 2   | Atibaia   | Ítalo Mário Limongi     |
| 14/05 | Barretos  | 0 - 1   | Taubaté   | Fortaleza               |
| 17/05 | Taubaté   | 1 - 0   | Primavera | Joaquim de Moraes Filho |
| 17/05 | Atibaia   | 1 - 0   | Barretos  | Salvador Russani        |

## Final
| 24 de maio | Votuporanguense                                          | 3 – 0 | Taubaté | Plínio Marin, Votuporanga                                          |
| 10:00      | Anderson Cavalo 19' (g.p) · Romarinho 75' · Paulinho 84' |       |         | Público: 6,519 pessoas Árbitro: Marcelo Aparecido Ribeiro de Souza |

| 31 de maio | Taubaté                                         | 4 - 0 | Votuporanguense | Joaquinzão, Taubaté                             |
| 10:00      | Lelo 7' · Fandinho 15' 91' · Elton Morelato 86' |       |                 | Público: 5,734 Árbitro: Luiz Flavio de Oliveira |

## Premiação
| Campeão Paulista 2015 - Série A3 |
| -------------------------------- |
| Taubaté Campeão (2º título)      |

## Mudança de Técnicos
| Clube          | Antecessor           | Motivo                     | Data            | Última partida                   | Rod | Pos          | Sucessor                     | Ref.          |
| -------------- | -------------------- | -------------------------- | --------------- | -------------------------------- | --- | ------------ | ---------------------------- | ------------- |
| Primavera      | José Luiz Drey       | Demitido                   | 9 de fevereiro  | Juventus-SP 2-1 Primavera        | 3ª  | 13°          | Edmílson de Jesus            | [ 3 ] [ 4 ]   |
| Tupã           | Candinho Farias      | Demitido                   | 12 de fevereiro | Tupã 2-2 Juventus-SP             | 4ª  | 13°          | Carlos Octávio               | [ 5 ]         |
| Cotia          | Tiago Batizoco       | Resignado                  | 14 de fevereiro | Cotia 0-2 Votuporanguense        | 5ª  | 20°          | Marcos Paulista              | [ 6 ] [ 7 ]   |
| Barretos       | Varlei de Carvalho   | Demitido                   | 16 de fevereiro | Itapirense 1-1 Barretos          | 5ª  | 5°           | Valter Ferreira              | [ 8 ] [ 9 ]   |
| São José-SP    | Tuca Guimarães       | Contratado pelo Comercial  | 17 de fevereiro | Tupã 1-3 São José-SP             | 5ª  | 6°           | Marcus Vinícius [a1]         | [ 10 ] [ 11 ] |
| Tupã           | Carlos Octávio       | Licenciado                 | 24 de fevereiro | Joseense 1-1 Tupã                | 6ª  | 16°          | Vitor Mosca [a2]             | [ 12 ] [ 13 ] |
| Taubaté        | Édson Vieira         | Demitido                   | 27 de fevereiro | Grêmio Osasco 1-0 Taubaté        | 7ª  | 12°          | Ito Roque [a3]               | [ 14 ] [ 15 ] |
| Rio Preto      | Ricardo Moraes       | Demitido                   | 27 de fevereiro | Nacional-SP 2-0 Rio Preto        | 7ª  | 16°          | Carlos Rossi [a4]            | [ 16 ] [ 17 ] |
| Sertãozinho    | Wantuil Rodrigues    | Demitido                   | 28 de fevereiro | Sertãozinho 0-2 Atibaia          | 8ª  | 5°           | José Carlos Serrão [a5]      | [ 18 ]        |
| Barretos       | Valter Ferreira      | Resignado                  | 1 de março      | Cotia 1-0 Barretos               | 8ª  | 12°          | Édson Vieira                 | [ 19 ] [ 20 ] |
| Francana       | Adnan                | Remanejado                 | 3 de março      | Francana 0-3 Grêmio Osasco       | 8ª  | 20°          | Édson Niquinha               | [ 21 ]        |
| Itapirense     | Lelo                 | Demitido                   | 9 de março      | Itapirense 1-2 Cotia             | 9ª  | 17°          | Claudemir Peixoto            | [ 22 ]        |
| Grêmio Barueri | Evandro Forte        | Demitido                   | 11 de março     | Grêmio Osasco 2-0 Grêmio Barueri | 9ª  | 16°          | Celso Teixeira               | [ 23 ] [ 24 ] |
| Joseense       | Cléber Arildo        | Demitido                   | 11 de março     | Primavera 2-0 Joseense           | 10ª | 10°          | Luciano Quadros              | [ 25 ] [ 26 ] |
| Barretos       | Édson Vieira         | Resignado                  | 12 de março     | Nacional-SP 4-1 Barretos         | 10ª | 14°          | Douglas Franklin             | [ 27 ] [ 28 ] |
| Grêmio Barueri | Celso Teixeira       | Resignado                  | 19 de março     | Taubaté 2-1 Grêmio Barueri       | 12ª | 15°          | Toninho Cobra                | [ 29 ] [ 30 ] |
| Santacruzense  | Hiran Spagnol        | Resignado                  | 21 de março     | Atibaia 5-0 Santacruzense        | 12ª | 19°          | Sidnei Maluza [a6] [a7]      | [ 31 ]        |
| Atibaia        | Luís Müller          | Demitido                   | 26 de março     | Votuporanguense 4-1 Atibaia      | 14ª | 4°           | Luiz Carlos Ferreira [a8]    | [ 32 ] [ 33 ] |
| Tupã           | Vitor Mosca          | Resignado                  | 6 de abril      | Santacruzense 1-0 Tupã           | 16ª | 17°          | Paulo Silva                  | [ 34 ] [ 35 ] |
| Primavera      | Edmílson de Jesus    | Contratado pelo Mogi Mirim | 14 de abril     | Primavera 2-1 Grêmio Barueri     | 18ª | 5°           | Lelo                         | [ 36 ] [ 37 ] |
| Atibaia        | Luiz Carlos Ferreira | Demitido                   | 29 de abril     | Atibaia 2-2 Primavera            | 21ª | 3° (Grupo B) | Leonardo Silvério (interino) | [ 38 ]        |
| Primavera      | Lelo                 | Demitido                   | 14 de maio      | Primavera 0-2 Atibaia            | 24ª | 4° (Grupo B) | Renato Creatto (interino)    | [ 39 ]        |

- A1 ^  O supervisor de futebol Luiz Rodrigues comandou o São José interinamente na 6ª rodada [40].
- A2 ^  O gerente de futebol Gilson Menezes comandou o Tupã interinamente na 7ª rodada [41].
- A3 ^  O gerente de futebol Gilsinho comandou o Taubaté interinamente na 8ª rodada [42].
- A4 ^  O treinador de goleiros Mica comandou o Rio Preto interinamente na 8ª rodada, apesar do clube já ter anunciado o técnico Carlos Rossi. Ele comandou o clube mais uma vez na 12ª rodada, pois Carlos Rossi estava acompanhando o funeral de sua mãe [43].
- A5 ^  O auxiliar-técnico Odirlei Maurer comandou o Sertãozinho interinamente entre a 9ª e a 15ª rodada.
- A6 ^  O presidente Sidnei Maluza comandou a Santacruzense interinamente na 9ª rodada, após o técnico Hiran Spagnol passar por uma crise de Apendicite [44]. Porém, Maluza foi suspenso pela FPF por ofensas a um árbitro. Como colaborador, Luciano Sato, gerente de futebol do Noroeste, assumiu até Hiran voltar [45]. Hiran voltou na 11ª rodada.
- A7 ^  Após o pedido de demissão de Hiran, o presidente Sidnei Maluza assumiu em definitivo, mas como ainda estava suspenso pela Federação, o preparador físico Basílio comandou o clube na 13ª rodada.
- A8 ^  O auxiliar-técnico Ederson comandou o Atibaia interinamente na 15ª rodada.